# Franz Mayr (SA-Mitglied)
Franz Mayr (* 28. September 1890 in Burgheim; † 4. Mai 1952 in Pöring) war ein deutscher Jurist, SA-Führer und in der Zeit des Nationalsozialismus Polizeipräsident in München sowie Regierungspräsident von Oberbayern.

## Leben und Wirken
Nach dem Schulbesuch begann Mayr ein Studium der neueren Sprachen und wechselte 1913 auf das Fach Rechtswissenschaft an der Universität München. Er gehörte dem Corps Makaria München an. Unmittelbar nach Beginn des Ersten Weltkrieges meldete er sich freiwillig zur Bayerischen Armee, wo er zunächst beim 15. Infanterie-Regiment und ab 1917 bei der Minenwerferkompanie 16 eingesetzt war.
Bald nach Kriegsende wurde Mayr aus der Armee als Oberleutnant der Reserve entlassen und konnte die von ihm angestrebte aktive Offizierslaufbahn nicht einschlagen. Er gehörte danach dem Freikorps Epp an. Ab November 1919 nahm er mit der Eisernen Schar Berthold an Kämpfen im Baltikum und bald darauf am Kapp-Putsch teil. Er gehörte danach bis Ende 1920 dem Reichswehr-Infanterie-Regiment 18 an und leitete die Abwicklungsstelle der Baltikumsverbände in Hameln. Während dieser Zeit gewährte er dem Fememörder Hans Schweighart kurzzeitig Unterschlupf. Ab Januar 1921 war er für den Nachrichtendienst des Oberschlesischen Selbstschutzes tätig und beteiligte sich danach am III. Aufstand in Oberschlesien. Da Mayr verdächtigt wurde, in den Mord an Matthias Erzberger sowie dreier Angehöriger des Schlesischen Selbstschutzes verwickelt gewesen zu sein und man ihm zudem Geheimbündelei vorwarf, wurde er im September 1921 festgenommen und bald darauf mangels Beweisen wieder freigelassen.
Mayr wurde 1920 Mitglied der NSDAP und der SA, für die er bis 1924 den SA-Bezirk Neuburg an der Donau leitete. Mayr nahm am Ruhrkampf und im November 1923 am Hitler-Putsch teil. Seinen Lebensunterhalt bestritt er in dieser Zeit als Kaufmann.
Ab Herbst 1924 nahm er sein kriegsbedingt abgebrochenes Jurastudium wieder auf und nachdem er 1927 das erste juristische Staatsexamen bestanden hatte, folgte das Rechtsreferendariat und 1929 das zweite juristische Staatsexamen. Ab Dezember 1929 war er als Rechtsanwalt in München tätig und beriet die SA-Führung in rechtlichen Fragen. Nach dem zwischenzeitlichen NSDAP-Verbot schloss er sich zum 1. Dezember 1931 der Partei wieder an (Mitgliedsnummer 771.430) und trat der SA erneut Anfang Juli 1932 bei, für die er umgehend bei der Obersten SA-Führung (OSAF) als Rechtsberater tätig wurde. Innerhalb der SA stieg er am 30. Januar 1942 bis zum Brigadeführer auf.
Nach der Machtübergabe an die Nationalsozialisten erhielt Mayr im September 1934 eine Anstellung bei der Polizeidirektion München, wo er nach einer Einarbeitungszeit als Geschäftsaushilfe und ab Januar 1936 Leiter der politischen Abteilung war. Anfang März 1936 wurde er zum Regierungsrat und Anfang April 1937 zum Oberregierungsrat befördert. Ab Mitte Dezember 1937 war er stellvertretender Polizeipräsident in München und nach seiner im September 1941 erfolgten Ernennung zum Regierungsdirektor vom 23. Oktober 1941 bis zum 12. Mai 1943 kommissarisch Münchner Polizeipräsident. In dieser Funktion war er auch örtlicher Luftschutzleiter. Danach wurde er zunächst vertretungsweise und ab dem 9. November 1943 offiziell Regierungspräsident von Oberbayern.
Am 3. Mai 1945 wurde Mayr von Angehörigen der United States Army festgenommen und befand sich danach bis Mai 1948 in den Internierungslagern Heilbronn, Ludwigsburg und Dachau. Im Rahmen der Entnazifizierung wurde er im August 1948 nach einem Spruchkammerverfahren in Ebersberg als Mitläufer eingestuft.